# II Загальночорноморський з'їзд
II Загальночорноморський з'їзд (Другий з'їзд делегатів Чорноморського флоту, Другий Чорноморський флотський з'їзд) — з'їзд комітетів екіпажів кораблів і берегових команд Чорноморського флоту Росії, що проводився в Севастополі 16-28 лютого 1918 року.

## Хід роботи та рішення з'їзду
У роботі з'їзду взяли участь 108 делегатів. Почесними членами з'їзду обрали В. Леніна, Л. Троцького, О. Колонтай, М. Спиридонову, Р. Люксембург та К. Лібкнехта. Була надіслана вітальна телеграма ВЦВК та РНК РСФРР. У телеграмі говорилося: «…вітає Центральний Виконавчий Комітет в особі Ради Народних Комісарів, які ухвалили розпустити Установчі збори, які спробували накласти лапу на народне завоювання…».
З'їзд був скликаний для обговорення питання про хід мирних переговорів з Центральними державами, прийняття звіту Чорноморського Центрофлоту (ЧЦ), проведення виборів комісара флоту та нового складу ЧЦ.
Меншовикам і українським соціалістам вдалося досягти більшості на з'їзді, відтіснивши більшовиків в опозицію. Головою з'їзду був обраний грек, юрист та український есер Сергій Кнорус. 17 лютого 1918 року з доповіддю «про поточний момент» виступив член Центрофлоту Більшовик М. Єрмолін. З великою промовою виступив також комісар флоту Більшовик Василь Роменець.
У резолюції, запропонованій Юрієм Гавеном, прийнятої з'їздом 19 лютого 1918 року, було записано: «І Чорноморський флотський з'їзд ухвалює надати дієву активну підтримку… Раді Народних Комісарів… Обіцяє у новій фазі боротьби за досягнення революції тісно згуртуватися довкола як своїх обраних органів влади, так і Ради Народних Комісарів… Шле прокляття зрадникам Батьківщини — зрадникам та різним зрадникам із колишньої Центральної Ради». Всі інші резолюції з'їзду також мали прорадянський характер.
Щодо Румунії, яка розпочала військові дії проти радянської влади, було надано дозвіл на конфіскацію всіх суден і кораблів під румунським прапором. Було прийнято ухвалу про заходи для збереження боєздатності флоту. Одним із заходів стала заборона подальших звільнень з флоту особового складу.
У новий склад Центрофлоту пройшла більшість лівих, правих та українських есерів, меншовиків та анархістів, які обрали Сергія Кноруса головою Центрофлоту, а лівого есера В. Спіро, активного противника укладання миру між Радянською Росією та Центральними державами, — комісаром флоту.
Під час роботи з'їзду в Росії відбулися важливі події, що вплинули на його подальшу роботу — відповідно до умов висунутого Радам ультиматуму, 18 лютого 1918 Німецька армія перейшла в наступ по всій лінії Східного фронту. 21 лютого у Севастополі було прийнято звернення РНК Соціалістична Батьківщина у небезпеці! та наказ Головковерха Миколи Криленка про загальну мобілізацію. Ці події послужили приводом для початку в Криму хвилі нестримного терору, що тривав протягом трьох ночей 21—24 лютого 1918 року, під час якого було вбито до 700 осіб. 
Спалах насильства став предметом обговорення і розгляду на з'їзді - 26 (за іншими даними 27) лютого 1918 року. З інформацією про те, що відбувалося на вулицях Севастополя в ті ночі, виступали очевидці і прямі учасники подій. При цьому були присутні делегати з'їзду, представники Центрофлоту, демократичних організацій, партій і суднових комітетів. Історики Зарубіни характеризують виступи матросів як інфантильні. Наприклад, Юрій Гавен у своїх спогадах писав:
|  | Моряки, переконавшись, що самосуди не зміцнюють, а ганьблять революцію, щиро зізналися, що вони були введені в оману. Врізався на згадку виступ одного моряка, який зі сльозами на очах, тремтячим голосом заявив: — Ми винні, але присягаюсь чесним словом моряка, що коли я кидав у море офіцерів і спекулянтів, я думав, що роблю хорошу справу. І мої товариші, які брали участь у розстрілах, думали, що вони чинять, як чесні революціонери. Судіть нас усіх, або нікого не судіть. Ми всі однаково винні. |

З'їзд виніс резолюцію, яку історики Зарубіни називали запізнілою та цинічною:
|  | 1) Затаврувати найенергійнішим чином ганебний виступ, який відбувся в Севастополі протягом трьох жахливих ночей. 2) Негайно створити комісію з осіб зборів для встановлення ступеня вини задіяних осіб і вирішити, як із ними бути... сприяти розкриттю мерзенної справи, щоб цим показати пролетареві Західних держав, що російські соціалісти не кати, подібно до царських, що відбулися за часів кривавого Миколи II. |

## Наслідки роботи з'їзду
Створена комісія з розслідування «ганебні справи», що творилася в Севастополі, узялася до роботи та вже до 2 березня 1918 року надала список із 45 убитих під час «варфоломіївських ночей». Про подальшу роботу комісії дані відсутні. Покарання ніхто не поніс, хіба що звільнили з посади голови Центрофлоту анархіста С. Романовського.
Революційний флот, ознайомившись з резолюцією з'їзду з приводу безсудних вбивств, у своїй більшості засудив «контрреволюційні стихійні виступи». Але були й винятки. Команда лінкора «Воля» винесла резолюцію, що «винних у цих подіях не повинно бути, а якщо їх зраджуватимуть суду, ми виступимо на їхній захист». Команда бази мінної бригади нагадала, що «молодці-балтійці знищували підмогу царизму ще перші дні революції» і цілком виправдала безсудні вбивства.